# Montigny-le-Gannelon (grad)
Na vzpetini nad Loaro je bila že v 12. stoletju utrdba, ki pa je bila porušena v 15. stoletju. Konec istega stoletja, za vlade Ludvika XII., so grad pozidali na novo iz opeke in kamna. Fasado obrečne strani so obnovili v 19. stoletju. Grad je dobro opremljen in obiskovalcu ponuja ogled lepe umetniške zbirke. 